# Fikussläktet
Fikus är även en nedsättande benämning på en homosexuell man.
Fikussläktet (Ficus, även kallat fikonsläktet) är ett växtsläkte i familjen mullbärsväxter och omfattar omkring 1 000 arter träd, buskar, lianer och marktäckande växter i tropiska och subtropiska områden över hela jorden. Flera arter är epifyter, det vill säga lever på annan växtlighet. En del fikon, så kallade strypfikon, slingrar sig runt värdväxten och dödar den.
Fikusartena innehåller mjölksaft. Blommorna sitter samlade i flask- eller kulliknande bildningar med ett ingångshål upptill. Denna bildning utvecklas till en skenfrukt, som innehåller de verkliga frukterna, nötterna, bildade av honblommorna.
Många fikusar odlas som prydnads- och skuggträd och andra för mjölksaften, vilken ger gummimaterial. Flera arter har ätliga frukter, andra värdefullt virke, och vissa har bark och fibrer som används till flätning och textilier.
Många fikusarter odlas som inomhusväxter. Exempel på arter är benjaminfikus, fikon, fiolfikus, fönsterfikus, hängfikus, sykomorfikon.